# یوشیکو میتا
یوشیکو میتا (انگلیسی: Yoshiko Mita؛ زادهٔ ۸ اکتبر ۱۹۴۱) یک هنرپیشه اهل ژاپن است.